# العلاقات الدومينيكية السنغافورية
العلاقات الدومينيكية السنغافورية هي العلاقات الثنائية التي تجمع بين دومينيكا وسنغافورة.

## مقارنة بين البلدين
هذه مقارنة عامة ومرجعية للدولتين:
| وجه المقارنة                                              | دومينيكا              | سنغافورة                                                             |
| --------------------------------------------------------- | --------------------- | -------------------------------------------------------------------- |
| المساحة (كم2)                                             | 751                   | 719                                                                  |
| عدد السكان (نسمة)                                         | 73.92 ألف             | 5.89 مليون                                                           |
| الكثافة السكانية (ن./كم²)                                 | 9.84 ألف              | 819.19 ألف                                                           |
| العاصمة                                                   | روسو                  | سنغافورة                                                             |
| اللغة الرسمية                                             | لغة إنجليزية          | لغة إنجليزية، اللغة الملايو، اللغة الصينية القياسية، اللغة التاميلية |
| العملة                                                    | دولار شرق الكاريبي    | دولار سنغافوري                                                       |
| الناتج المحلي الإجمالي (بليون دولار)                      | 562.54 مليون          | 323.91 مليار                                                         |
| الناتج المحلي الإجمالي (تعادل القوة الشرائية) بليون دولار | 789.63 مليون          | 472.59 مليار                                                         |
| الناتج المحلي الإجمالي الاسمي للفرد دولار أمريكي          | 7.12 ألف              | 52.89 ألف                                                            |
| الناتج المحلي الإجمالي للفرد دولار أمريكي                 | 10.88 ألف             | 82.76 ألف                                                            |
| مؤشر التنمية البشرية                                      | 0.724                 | 0.925                                                                |
| رمز المكالمات الدولي                                      | +1767                 | +65                                                                  |
| رمز الإنترنت                                              | .dm                   | .sg                                                                  |
| المنطقة الزمنية                                           | 00، توقيت أطلنطي موحد | ت ع م+08:00، توقيت سنغافورة المنسق ‏                                  |

## منظمات دولية مشتركة
يشترك البلدان في عضوية مجموعة من المنظمات الدولية، منها:
| علم المنظمة | اسم المنظمة                        | تاريخ انضمام دومينيكا | تاريخ انضمام سنغافورة |
| ----------- | ---------------------------------- | --------------------- | --------------------- |
|             | مؤسسة التنمية الدولية              | 29 سبتمبر 1980        | 27 سبتمبر 2002        |
|             | يونسكو                             | 9 يناير 1979          | 8 أكتوبر 2007         |
|             | وكالة ضمان الاستثمار متعدد الأطراف | 7 أكتوبر 1991         | 24 فبراير 1998        |
|             | الأمم المتحدة                      | 18 ديسمبر 1978        | 21 سبتمبر 1965        |
|             | دول الكومنولث                      | ?                     | ?                     |
|             | الاتحاد البريدي العالمي            | ?                     | ?                     |
|             | البنك الدولي للإنشاء والتعمير      | 29 سبتمبر 1980        | 3 أغسطس 1966          |
|             | الاتحاد الدولي للاتصالات           | 28 أكتوبر 1996        | 22 أكتوبر 1965        |
|             | منظمة حظر الأسلحة الكيميائية       | ?                     | ?                     |
|             | مؤسسة التمويل الدولية              | 29 سبتمبر 1980        | 4 سبتمبر 1968         |
|             | منظمة التجارة العالمية             | ?                     | ?                     |
|             | تحالف الدول الجزرية الصغيرة        | ?                     | ?                     |
|             | منظمة الشرطة الجنائية الدولية      | ?                     | ?                     |

## وصلات خارجية
- موقع وزارة الخارجية السنغافورية